# Diffusion de la vapeur d'eau
La diffusion de la vapeur d'eau désigne la tendance naturelle de l'eau présente à l'état gazeux dans l'air humide à se déplacer afin d'homogénéiser la composition du milieu. Elle peut être quantifiée grâce à la densité de flux d'humidité {\displaystyle g} qui s'exprime en kg m-2 s-1 dans le système international d'unités. Ce phénomène est étudié attentivement dans le domaine du bâtiment afin de prévenir les pathologies de l'humidité qui peuvent affecter les matériaux de construction.

## Définitions
La densité de flux d'humidité {\displaystyle g}, ou courant de diffusion de la vapeur d'eau, à travers une paroi (kg m-2 s-1) est la quantité de vapeur d'eau (en kg) qui, en l'absence de condensation capillaire, traverse une paroi par unité de temps (s) et par unité de surface (m2). Si on considère les perméabilités des matériaux constantes, elle peut être donnée par la loi de Fick linéarisée :
{\displaystyle g=-{\frac {\Delta p_{v}}{R_{d}}}},
où :
- {\displaystyle \Delta p_{v}} est le saut de pression partielle de vapeur d'eau de part et d'autre de la paroi ;
- {\displaystyle R_{d}={\frac {e}{\delta _{m}}}=\sum _{i=1}^{n}{\frac {e_{i}}{\delta _{mi}}}} : résistance à la diffusion de la vapeur d'eau de la paroi (m2 s1 Pa1 kg-1 ou plus simplement m/s)[2],[3] constituée de {\displaystyle n} couches et donnée par une loi série (analogue à celle qui donne la résistance thermique d'une paroi) ;
- {\displaystyle e_{i}} : épaisseur de la couche {\displaystyle i} (m) ;
- {\displaystyle e=\sum _{i=1}^{n}e_{i}} : épaisseur de la paroi ;
- {\displaystyle \delta _{mi}} : perméabilité à la vapeur d'eau ou perméabilité à l'humidité du matériau de la couche {\displaystyle i} (kg m-1 s-1 Pa-1 ou plus simplement s)[2] ;
- {\displaystyle \delta _{m}} : perméabilité à la vapeur d'eau ou perméabilité à l'humidité de la paroi.

On définit également {\displaystyle w_{mi}={\frac {\delta _{mi}}{e_{i}}}} comme perméance à l'humidité de la couche {\displaystyle i} (kg m-2 s-1 Pa-1),.
La perméabilité à la vapeur d'eau des matériaux est souvent renseignée par les fabricants en comparant la densité de flux d'humidité dans la paroi avec celle obtenue par diffusion dans une couche d'air de même épaisseur. Ils fournissent le facteur de résistance à la diffusion de la vapeur d'eau, ou facteur de résistance à l'humidité, ou coefficient de résistance à la diffusion de vapeur d'eau, ou coefficient de résistance à la vapeur ; c'est une grandeur sans dimension :
{\displaystyle \mu ={\frac {\delta _{a}}{\delta _{m}}}}.
Plus il est grand plus le matériau empêche la vapeur d'eau de diffuser.
On utilise parfois l'épaisseur équivalente à la diffusion de la vapeur d'eau, {\displaystyle s_{d}=\mu \,e} : elle désigne l'épaisseur (de la couche d'air) équivalente à la diffusion de la vapeur d'eau de la couche du matériau utilisé, ; elles s'exprime en mètres.
Toutes ces quantités, {\displaystyle \delta _{m}}, {\displaystyle \delta _{a}}, {\displaystyle R_{d}}, {\displaystyle \mu } et {\displaystyle s_{d}}, sont dépendantes de la température.

## Calcul de la perméabilité de l'air à l'humidité
On peut donner une loi approchée de type Darcy donnant le flux massique {\displaystyle g_{j}} pour un milieu comportant {\displaystyle N} espèces :
{\displaystyle g_{j}=-\rho D_{j}\nabla c_{j}=-{\frac {M_{j}}{RT}}D_{j}\nabla p_{j}}
où :
- {\displaystyle c_{j}} est la fraction massique de l'espèce {\displaystyle j} ;
- {\displaystyle \rho } est la masse volumique ;
- {\displaystyle M_{j}} est la masse molaire de l'espèce {\displaystyle j} ;
- {\displaystyle D_{j}} est le coefficient de diffusion approché de l'espèce {\displaystyle j}.

{\displaystyle D_{j}} est un coefficient équivalent, ce n'est pas le coefficient de diffusion multicomposants.
En rapprochant cette expression de celles utilisées ci-dessus on voit que la perméabilité de l'air à la vapeur d'eau peut s'exprimer sous la forme suivante :
{\displaystyle \delta _{a}={\frac {M_{H_{2}O}D_{H_{2}O}}{RT}}}.
{\displaystyle D_{H_{2}O}} est inversement proportionnel à {\displaystyle p} et varie approximativement comme {\displaystyle T^{\frac {3}{2}}}. Cela suggère une approximation numérique du type :
{\displaystyle \delta _{a}\approx \alpha {\frac {M_{H_{2}O}}{RT}}{\frac {T^{\beta }}{p}}}.
Par exemple :
{\displaystyle \delta _{a}=1.97\times 10^{-7}{\frac {T^{0.81}}{p}}}.

## Propriétés de quelques matériaux
Le tableau qui suit rassemble quelques valeurs de {\displaystyle \mu }, facteur de résistance à l'humidité.
| Matière                  | µ           | Réf    |
| ------------------------ | ----------- | ------ |
| Air ou autres gaz        | 1           | [ 10 ] |
| Laine minérale           | 1,1 - 1,5   | [ 11 ] |
| Polystyrène expansé      | 22,5 - 200  | [ 11 ] |
| Plaques de plâtre        | 3,6 - 9     | [ 11 ] |
| Plâtre                   | 6,9         | [ 11 ] |
| Carreaux de plâtre       | 9           | [ 11 ] |
| Béton plein              | 70 - 150    | [ 5 ]  |
| Béton banché             | 30          | [ 11 ] |
| Brique                   | 36 - 60     | [ 11 ] |
| Panneaux de particules   | 18 - 50     | [ 11 ] |
| Bois                     | 20 - 200    | [ 10 ] |
| Contreplaqué             | 50 - 400    | [ 5 ]  |
| Carton bitumé            | 1000 - 8000 | [ 5 ]  |
| Pare-vapeur polyéthylène | 4.105       | [ 12 ] |
| Pare-vapeur aluminium    | 6.106       | [ 11 ] |
| Verre                    | ∞           | [ 5 ]  |
| Métaux                   | ∞           | [ 10 ] |